# Ambia (djur)
Ambia är ett släkte av fjärilar. Ambia ingår i familjen Crambidae.

## Dottertaxa tillAmbia, i alfabetisk ordning[1]
- Ambia albicomma
- Ambia albiflavalis
- Ambia albipunctalis
- Ambia albitessellalis
- Ambia albobasalis
- Ambia albomaculalis
- Ambia ambrealis
- Ambia amoyalis
- Ambia andasalis
- Ambia anosibalis
- Ambia argentifascialis
- Ambia asaphalis
- Ambia atristrigalis
- Ambia aulacophora
- Ambia bagoasalis
- Ambia bocusalis
- Ambia bolusalis
- Ambia cantiusalis
- Ambia chalcichroalis
- Ambia chrysogramma
- Ambia cilianalis
- Ambia complicata
- Ambia conspurcatalis
- Ambia cymophoralis
- Ambia damescalis
- Ambia debalis
- Ambia decoralis
- Ambia dendalis
- Ambia ellipes
- Ambia elphegalis
- Ambia endophthalma
- Ambia eucampta
- Ambia eudamidasalis
- Ambia flavalis
- Ambia fulvalis
- Ambia fulvicolor
- Ambia fulvitinctalis
- Ambia fulvobasalis
- Ambia fusalis
- Ambia gueneealis
- Ambia hemigrammalis
- Ambia heptopalis
- Ambia iambesalis
- Ambia interruptalis
- Ambia interstrigalis
- Ambia intortalis
- Ambia jonesalis
- Ambia klossi
- Ambia leucochrysa
- Ambia leucocymalis
- Ambia leucoplaca
- Ambia leucostictalis
- Ambia magnificalis
- Ambia mantasoalis
- Ambia marconalis
- Ambia marginalis
- Ambia marmorealis
- Ambia melanalis
- Ambia melanistis
- Ambia mesoscotalis
- Ambia mimica
- Ambia mineolalis
- Ambia niveiplagalis
- Ambia nosivalis
- Ambia oculalis
- Ambia oedizonalis
- Ambia oligalis
- Ambia paigniodesalis
- Ambia parachrysis
- Ambia pedionoma
- Ambia perornatalis
- Ambia phaeochroalis
- Ambia phaeomeralis
- Ambia phaeozonalis
- Ambia phobos
- Ambia picalis
- Ambia pictoralis
- Ambia poritialis
- Ambia prolalis
- Ambia ptolycusalis
- Ambia rhabdotalis
- Ambia rufitincta
- Ambia sanguinisecta
- Ambia schistochaeta
- Ambia selenias
- Ambia semifascialis
- Ambia semilunalis
- Ambia sufetulodes
- Ambia symphorasalis
- Ambia taberalis
- Ambia tendicularis
- Ambia tenebrosalis
- Ambia tenella
- Ambia thyridialis
- Ambia vagilinealis
- Ambia vilisalis
- Ambia xantholeuca
- Ambia yamanakai